# Karina Torres
Edna Karina Torres Hernández (León, 4 de agosto de 1990), conocida como Karina Torres, es una influencer, comediante y estilista profesional mexicana. Se dio a conocer por su participación en el colectivo Las Perdidas, junto a Wendy Guevara y Paola Suárez.

## Biografía
Karina Torres nació en el barrio San Juan de El Coecillo, en León, Guanajuato. A los 15 años enfrentó problemas de adicción que se extendieron por más de una década. Durante ese tiempo, se distanció de su familia y vivió situaciones de vulnerabilidad. Posteriormente, logró rehabilitarse y ha contado abiertamente su historia en entrevistas y transmisiones con el objetivo de inspirar a otras personas en situación de vulnerabilidad.
En 2023, Karina se graduó como estilista profesional por la Academia de Belleza y Cosmetología León. En entrevistas, Karina declaró que rechazó participar en La Casa de los Famosos México por considerar que el ambiente del reality podía afectar su estabilidad emocional.
A través de su presencia pública, Karina ha visibilizado experiencias trans en los medios mexicanos. Ha participado en entrevistas y contenidos donde comparte su historia, convirtiéndose en una de las figuras más reconocidas del colectivo «Las Perdidas».

## Trayectoria
Karina comenzó a ganar popularidad en redes sociales por sus transmisiones junto a Wendy Guevara y otras integrantes del colectivo Las Perdidas. Su estilo irreverente y su espontaneidad le permitieron conectar con una audiencia amplia, principalmente en redes como Instagram y YouTube.

### Las Perdidas
Aunque no apareció en el video viral original de Las Perdidas, Karina fue integrada oficialmente al grupo en 2023 como parte del llamado «Clan de las Perdidas». Su incorporación ha sido celebrada por los seguidores del colectivo, y ha sido reconocida por expresiones populares como «nadaqueverienta», término viralizado en redes.
En enero del 2025, Las Perdidas compartieron un extracto del videoclip que grabaron en Cuba, anunciando el inicio de una carrera musical. En febrero, lanzaron su sencillo "Perdidas Empoderadas", canción que habla sobre las adversidades que han pasado por ser mujeres trans.

### México al Minuto
En 2024, participó como colaboradora del canal «México al Minuto», desde donde cubrió contenidos durante los Juegos Olímpicos en París. Se planeaba lanzar un proyecto titulado Kari por el Mundo, sin embargo, el canal fue hackeado y se pausaron las grabaciones.
En 2025, realizó una segunda colaboración con el canal «México al Minuto »,donde cubrió contenido en Brasil bajo el título KPM Brasil.

## Aportaciones lingüísticas
En febrero de 2025, la Academia Mexicana de la Lengua (AML) reconoció oficialmente el término «nadaqueveriento» como un adjetivo de uso coloquial y popular en México. Esta palabra, originada por Torres, se utiliza para describir algo o alguien que es inoportuno, irrelevante, inadecuado o sin relación con el contexto. El término proviene de la expresión «nada que ver» y ha ganado popularidad a través de plataformas como TikTok y YouTube, donde Torres emplea frases distintivas en sus contenidos.
La AML destacó que «nadaqueveriento» es un neologismo que refleja la evolución del lenguaje y su adaptación a las formas de comunicación contemporáneas.

## Reconocimientos

### Premios
| Año  | Premio       | Categoría             | Resultado | Ref.   |
| ---- | ------------ | --------------------- | --------- | ------ |
| 2024 | Eliot Awards | Influencer Revelación | Nominada  | [ 14 ] |
| 2024 | MTV MIAW     | Icono Digital         | Nominada  | [ 15 ] |

## Discografía

### Sencillos destacados
- «Bad Bitch» (2025)
- «Perdidas Empoderadas» (2025)
- «Divina» (2024)
- «Tequila Recargado (Remix)» (2024)
- «Tequila» (2023)[16]

### Videoclips oficiales
- «Bad Bitch» (2025) – Video oficial disponible en su canal de YouTube.[17]